# John Komlos
John Komlos (* 28. Dezember 1944 in Budapest) ist ein ungarisch-US-amerikanischer Wirtschaftshistoriker. Er war von 1992 bis zu seiner Emeritierung im Jahr 2010 Professor für Wirtschaftsgeschichte an der LMU München. Komlos ist einer der Begründer des Forschungsgebietes der „Anthropometrischen Geschichtsschreibung“ (englisch anthropometric history), die anhand von Körpermaßen die Lebensumstände zwischen Gesellschaften und zwischen verschiedenen Zeitepochen vergleicht.

## Leben
Komlos promovierte 1978 im Fach Geschichte an der Universität von Chicago, im Jahr 1990 promovierte er wiederum in Chicago im Fach Ökonomie bei dem Nobelpreisträger Robert Fogel.
Komlos war von 1983 bis 1984 Gast-Professor an der Fakultät für Volkswirtschaft der Wirtschaftsuniversität Wien, bis 1985 war er anschließend „Instructor“ an der Universität von North Carolina in Raleigh (North Carolina). Zwischen 1984 und 1986 war er Postdoktorand am Population Center der Universität von North Carolina in Chapel Hill.
Von 1986 bis 1992 war Komlos zunächst „Assistant“ und dann „Associate Professor of History and of Economics“  an der Universität Pittsburgh. Von 1992 bis zu seiner Emeritierung im Jahr 2010 war er Professor für Wirtschaftsgeschichte und Direktor des Instituts für Wirtschaftsgeschichte an der LMU München. Von 1997 bis 1999 war er Dekan der Volkswirtschaftlichen Fakultät der LMU.
Im Jahr 2003 begründete er die Zeitschrift Economics & Human Biology, die im Elsevier-Verlag erscheint und deren Herausgeber Komlos bis heute ist.
In einem Ranking von Wirtschaftswissenschaftlern des Handelsblattes im Jahr 2006 erreichte er Rang 31 von 850 in Deutschland forschenden Ökonomen und war der einzige Ökonom im Bereich der Wirtschaftsgeschichte, der in diesem Ranking vertreten war.
In einem Interview zum Thema Finanzkrise und der Hyperinflation im Jahr 1923 antwortete er auf die Frage „Sind die Deutschen noch immer traumatisiert durch die 20er Jahre?“: „Ja, natürlich. Es ist ja auch beunruhigend, was zurzeit passiert. Politiker und Wissenschaftler finden nicht die Mittel, den gordischen Knoten zu lösen. 2008/09, als es noch Zeit gewesen wäre, die Finanzindustrie in ihre Grenzen zu verweisen, haben die Konjunktur- und Gelddruckprogramme nicht ausgereicht, um die Krise zu lösen. Nun sind die Staaten selbst so stark verschuldet, dass der Politik der Mut und die Macht fehlt für zukunftsweisende Lösungen. Der Staat ist in der Hand der Finanzindustrie. Aus der Schulden- und Finanzkrise ist eine Krise der Demokratie geworden.“

## Veröffentlichungen
- 2015: Ökonomisches Denken nach dem Crash: Einführung in eine realitätsbasierte Volkswirtschaftslehre, aus dem Amerikanischen übersetzt und überarbeitet von Volker Grzimek, Marburg: Metropolis-Verlag, ISBN 978-3-7316-1083-0.
- 2010: (gemeinsam mit Bernd Süßmuth): Empirische Ökonomie: eine Einführung in Methoden und Anwendungen, Berlin; Heidelberg : Springer, ISBN 978-3-642-01704-9.
- 2019: Foundations of Real‑World Economics: What Every Economics Student Needs to Know. Abington, Oxon & New York, NY: Routledge, Taylor & Francis Group. ISBN 1351584715.